# HMS Peacock (U96)
«Пікок» (англ. HMS Peacock (U96)) — військовий корабель, шлюп типу «Модифікований Блек Свон» Королівського військово-морського флоту Великої Британії за часів Другої світової війни.

## Історія створення
Шлюп «Пікок» був закладений 29 листопада 1942 року  на верфі компанії John I. Thornycroft & Company у Вулстоні. 11 грудня 1943 року він був спущений на воду, а 10 травня 1944 року увійшов до бойового складу Королівських ВМС Великої Британії.

## Історія служби
Після вступу у стрій 3 серпня 1944 року шлюп «Пікок» супроводжував в СРСР конвой JW 59. 24 серпня бав участь в потопленні німецького підводного човна U-354. На зворотному шляху, супроводжуючи конвой RA 59A, брав участь в потопленні підводного човна U-394.
Після повернення до Великої Британії патрулював в районі Клайда. Восени 1944 року пройшов ремонт, після чого був включений до складу 22-ї ескортної групи та ніс службу в Командуванні Західних сполучень. Брав участь в потопленні підводного човна  U-482.
Влітку 1945 року пройшов ремонт та модернізацію для перебазування на Далекий Схід. Але у зв'язку з капітуляцією Японії перехід був скасований, а «Пікок» був включений до складу Середземноморського флоту.
Корабель брав участь в операції з припинення нелегальної імміграції євреїв на територію підмандатної Палестини. 23 листопада 1945 року перехопив судно «Дімітріос» з іммігрантами.
З 1946 по 1949 рік «Пікок» послідовно входив до складу 33-ї, 5-ї та 2-ї ескортних флотилій, а з 1949 року - до складу 2-ї флотилії фрегатів. 15 червня 1953 року брав участь у святкових заходах з нагоди коронації Єлизавети II.
У 1954 році корабель був виведений  в резерв у Портсмуті. У 1958 році зданий на злам.